# Team17
Team17 je britský vývojář a vydavatel videoher se sídlem ve Wakefieldu. Jejím nejznámějším produktem je série tahových strategií Worms, první díl vyšel 1994 a poslední Worms W.M.D v roce 2016. 
Firma v raných letech tvořila hry primárně pro počítače Amiga, později přechází na další platformy (PC, herní konzole a mobilní hry). Mezi další známé hry patří: Project X, série Alien Breed, SuperFrog a Body Blows.